# Єльдзіно
Єльдзіно (пол. Jeldzino) — село в Польщі, у гміні Крокова Пуцького повіту Поморського воєводства.
Населення — 250 осіб (2011).
У 1975-1998 роках село належало до Гданського воєводства.

## Демографія
Демографічна структура станом на 31 березня 2011 року:
|          | Загалом | Допрацездатний вік | Працездатний вік | Постпрацездатний вік |
| -------- | ------- | ------------------ | ---------------- | -------------------- |
| Чоловіки | 129     | 25                 | 92               | 12                   |
| Жінки    | 121     | 29                 | 73               | 19                   |
| Разом    | 250     | 54                 | 165              | 31                   |